# Каменен рак
Каменният рак (Eriphia verrucosa), понякога също пагур, е вид рак, срещащ се в Черно море, Средиземно море и източния Атлантически океан от Бретан до Мавритания и Азорските острови. Отделни раци са улавяни чак на север до Корнуол. Преди често срещан вид в Черно море, към 2025 г. броят му е намалял от 80-те години на ХХ век и сега е включен в Червената книга Украйна за застрашените видове.

## Екология
Каменният рак живее сред камъни и водорасли в плитки води покрай скалисти брегове до дълбочина до 15 m. Събрани са сведения, че се храни с миди, коремоноги и раци отшелници или с мекотели и многочетинести червеи. В Черно море E. verrucosa е единственият местен вид, способен да проникне в черупките на инвазивния рапан, въпреки че е малко вероятно той да представлява ефективен биологичен контрол на нашественика. Видът е застрашен от еутрофикация и замърсяване.

## Описание
Каменният рак може да достигне ширина от 9 cm и дължина 7 cm. Карапаксът е дебел и гладък, с цвят от кафяво-червен до кафяво-зелен, с жълти петна; предният му край е въоръжен със седем „зъба“ от двете страни и пет или шест между очите. През пролетта каменният рак мигрира към плитки води, по-малко от 1 m дълбочина. Размножителният сезон е през май или юни; видът е силно плодовит. Има четири ларвни стадия, от зоеа до мегалопа.